# Huansu H6
Huansu H6 — минивэн, выпускавшийся подразделением Huansu автомобильной корпорации Chongqing Bisu, которая тесно связана с Beiqi-Yinxiang — совместным предприятием Beijing Auto (Beiqi) и Yinxiang Group.

## Описание

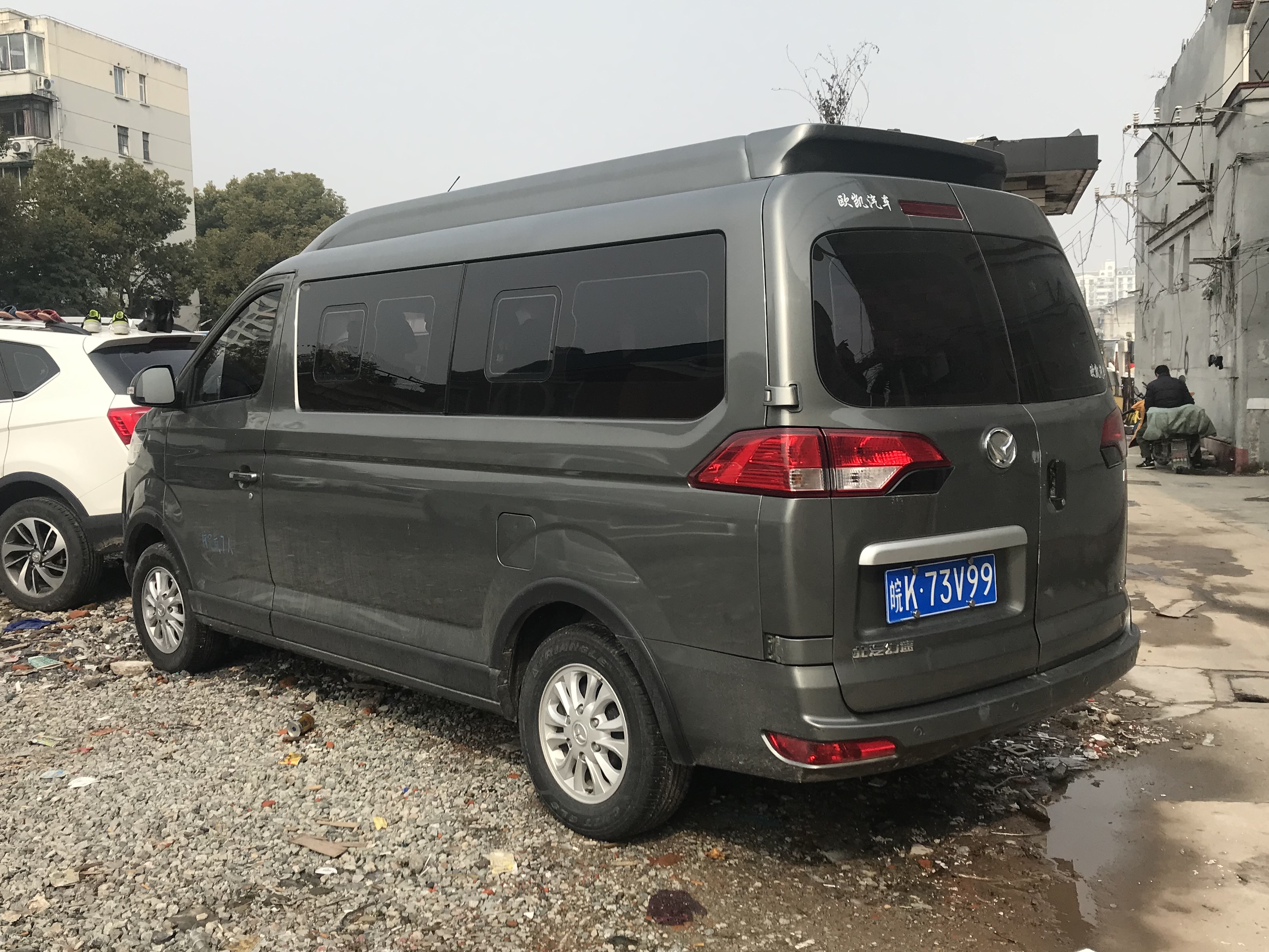
Вид сзади

Впервые Huansu H6 был представлен в 2016 году в Гуанчжоу. Ценовой диапазон варьировался от 59800 до 75300 юаней.
Huansu H6 — фургон с передним расположением двигателя и приводом на задние колёса. Он оснащался рядными четырёхцилиндровыми бензиновыми двигателями объёмом 1,5—1,8 л. Вместимость фургонов варьируется от 2 до 5 мест, а микроавтобусов — от 6 до 9 мест.
Продажи Huansu H6 начались в декабре 2016 года. Ценовой диапазон варьировался от 60800 до 75800 юаней.
В 2018 году производство Huansu H6 было прекращено, так как у Yinxiang Group возникли финансовые проблемы. В 2021 году компания Yinxiang Group окончательно объявила о банкротстве.

## Ruixiang Boteng V2
Ruixiang Boteng V2 — ребеджинговый вариант Huansu H6 с обновлённой передней частью, выпускаемый с 2022 года. Он оснащён 1,5-литровым двигателем мощностью 83 кВт (113 л. с.) и крутящим моментом 150 Н·м. Коробка передач — пятиступенчатая механическая.